# Kos'va
La Kos'va (in russo Косьва?; nel corso superiore Bol'šaja Kos'va, Большая Косьва) è un fiume della Russia europea orientale, affluente di sinistra della Kama (bacino idrografico del Volga). Scorre nel distretto della città di Karpinsk dell'Oblast' di Sverdlovsk, nei distretti delle città di Kizel, Gubacha e Dobrjanka e nell'Aleksandrovskij rajon del Territorio di Perm', in Russia.

## Descrizione
La sorgente è sul Pavdinskij Kamen' nella catena principale degli Urali centrali. Vicino alla sorgente si trova il corso superiore del fiume Lobva. La direzione generale della corrente è verso sud-ovest e ovest, nei tratti inferiori nord-ovest. Il più grande insediamento sul fiume è la città di Gubacha. Nella parte superiore, il fiume ha le caratteristiche di un fiume di montagna, scorre tra i monti degli Urali centrali e costeggia a sud-ovest il Kos'vinskij Kamen'. Nel canale sono presenti numerose formazioni rocciose e rapide. La foresta di taiga costeggia le rive. Al villaggio di Širokovskij che si trova nel medio corso, c'è la diga della centrale idroelettrica che forma il bacino idrico omonimo. L'area dell'invaso è di 41 km². A valle della diga la velocità della corrente diminuisce e le rapide scompaiono. La larghezza del fiume vicino alla città di Gubacha è di 80-90 metri, verso Peremskoe il fiume si espande fino a 130-140 metri, formando numerose isole e anse.
Il fiume ha una lunghezza di 283 km, il suo bacino è di 6 300 km². Sfocia nella Kama a 807 km dalla foce, nel suo bacino idrico, presso il villaggio di Krasnoe. Il maggior affluente è la Vil'va (lunga 94 km) proveniente dalla sinistra idrografica.